# 中村守
中村 守（なかむら まもる、1978年3月10日 - ）は、琉球朝日放送のアナウンサーで、報道記者。
宮城県仙台市出身。大東文化大学卒業。

## 略歴
FM山形にアナウンサーとして入社。2005年3月、FM山形を退社。
2005年4月、テレビ信州にアナウンサーとして中途入社。
2014年9月から報道ゲンバ Faceを担当し、2016年4月1日付で卒業し、報道記者に異動した。
2017年1月、テレビ信州を退社。
2017年2月、琉球朝日放送にアナウンサー兼報道記者として中途入社。

## 現在の担当番組
- Qプラス - 月、火曜、水曜キャスター。
- QABニュース（不定期出演）

## 過去の担当番組

### FM山形
- 情報フレッシュアップ
- WAKE UP RADIO
- B-Style★

### テレビ信州
- 報道ゲンバ Face
- ミラクル開拓団（2006年4月 - 2007年9月）
- ズームイン!!SUPER - 長野担当キャスター。
- ゆうがたGet!
- TSBナイトライン
- TSBニュース